# Coleophora scaleuta
Coleophora scaleuta is een vlinder uit de familie kokermotten (Coleophoridae). De wetenschappelijke naam van deze soort is voor het eerst geldig gepubliceerd in 1911 door Edward Meyrick.

## Type
- lectotype: "female, 05.III.1906 type no. 864, genitalia slide Janse 6381"
- instituut: TMSA. Pretoria, Zuid-Afrika
- typelocatie: "RSA, Pretoria"

Het lectotype is vastgelegd door Janse.
De soort komt voor in het Afrotropisch gebied.